# Joanésia
Joanésia est une municipalité brésilienne de l'État du Minas Gerais et la Microrégion d'Ipatinga.